# Jan Frček
Doc. Jan Frček (12. června 1896 Praha – 8. června 1942 Praha) byl český jazykovědec, slavista a pedagog popravený nacisty.

## Život
Jan Frček se narodil 12. června 1896 v Praze v zámožné rodině, ale díky otcově smrti si byl nucen již během studia na střední škole přivydělávat na živobytí hraním na klavír, mmj. působil mezi lety 1915 a 1916 v divadle Rokoko. Studoval a maturoval na reálném gymnáziu na Královských Vinohradech, v roce 1916 si ještě doplnil maturitu z latiny na Akademickém gymnáziu, poté studoval na Filozofické fakultě Univerzity Karlovy češtinu a francouzštinu. Mezi lety 1920 a 1921 využil stipendia francouzské vlády a studoval ve Francii. Kvůli zdokonalení se v jazycích pracoval i jako klavírista na parnících Lafayette a France. V roce 1922 získal doktorát z filozofie a poté učil na středních školách v Praze, Brně a Vídni. Mezi lety 1923 a 1928 působil jako lektor na Národní škole živých východních jazyků v Paříži. Stal se tajemníkem československé sekce Denisova slovanského ústavu na univerzitě tamtéž díky čemuž měl zásluhu na vzniku dalších lektorátů češtiny ve Francii. Na popud slavisty Antoine Meilleta se začal hlouběji věnovat studiu Staroslověnštiny a výzkumu Sinajského euchologia, zaměřil se i na studium Zádonštiny. Ve třicátých letech dvacátého století se vrátil k výuce na středních školách v Praze a Brně, stal se aktivním členem Pražského lingvistického kroužku a Společnosti pro slovanský jazykozpyt. V roce 1937 absolvoval studijní pobyt v Moskvě a Leningradu a stal se jedním z prvních členů Společnosti pro hospodářské a kulturní styky se SSSR. Od roku 1938 katalogizoval staré ruské tisky ve Slovanské knihovně. Publikoval badatelské práce, odborné studie a dále referáty, zprávy a bibliografické výtahy v odborném i denním tisku. Během Heydrichiády byl zatčen a 8. 6. 1942 popraven na Kobyliské střelnici. V roce 1946 byl in memoriam jmenován docentem Univerzity Karlovy. Jeho jméno je uvedeno na pamětní desce v jeho bydlišti v Lužické ulici na pražských Vinohradech.